# Raies de Fraunhofer

Les raies de Fraunhofer sur un spectre continu.

Le Soleil émet un rayonnement à large spectre, assez proche de celui d'un corps noir à 5777 K (5504 °C) ; ce spectre inclut le domaine visible par l'œil humain (les rayons dans le visible représentent environ 43 % de l'énergie reçue). Le graphe représente le spectre de l'irradiance solaire en fonction de la longueur d'onde au sommet de l'atmosphère (appelée AM_{0}) et au niveau de la mer (appelée AM_{1.5}). L'ensemble des sillons apparaissant dans le spectre visible forme les raies de Fraunhofer, tandis que le spectre au niveau de la mer présente des bandes d'absorption de l'atmosphère dans l'ultraviolet (notamment par l'ozone) et dans l'infrarouge (notamment par la vapeur d'eau et le dioxyde de carbone).

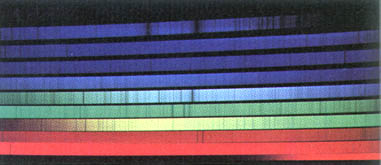
Spectre solaire sur plusieurs lignes (la longueur d'onde décroit de gauche à droite et de bas en haut), les discontinuités marquent la présence de raies d'absorption.

En physique et en optique, les raies de Fraunhofer sont les discontinuités sombres observables sur le spectre visible solaire qui correspond à la partie la plus intense du rayonnement solaire atteignant la surface terrestre. Découvertes par Joseph von Fraunhofer au début du XIXe siècle et étudiées par de multiples scientifiques de son temps, elles ont fourni les premières références de longueur d'onde disponibles et permettent encore de nos jours l'étalonnage et les mesures précises sur les instruments optiques. On utilise ainsi certaines des longueurs d'onde comme référence pour les spécifications de verres optiques.
Il est possible d'observer les raies de plusieurs manières, notamment à l'aide d'un prisme ou d'un réseau de diffraction.
Ces discontinuités correspondent aux raies d'absorption des différents éléments présents notamment dans l'atmosphère.

## Historique
En 1802, le chimiste anglais William Hyde Wollaston est le premier à observer un certain nombre de bandes noires dans le spectre solaire et suppose alors que ces traits noirs séparent les couleurs du spectre du Soleil. Les cinq traits noirs délimitent à son avis les quatre « couleurs solaires », deux autres lignes plus faiblement visibles, ayant été aussi observées. À la suite de cette découverte, concomitante à celle du doublet du sodium précédemment observé par hasard par Thomas Melvill en 1752, le physicien allemand Joseph von Fraunhofer observe en 1814 ces mêmes extinctions dans le spectre lors d'observations de la lumière du soleil.
Au premier abord, à des fins de définition de longueurs d'onde de référence, il détermine huit raies qu'il indexe de A à H et deux supplémentaires notées a et b. Puis il répertorie au total 574 lignes comprises entre les précédentes B et H et publie ses résultats en 1817,. Dans une nouvelle publication de 1821, il donne les mesures de longueurs d'onde de ces raies, qu'il a estimées à l'aide d'un réseau de diffraction très fin en transmission formé de fils également espacés.
Néanmoins Fraunhofer ne se borne pas à l'observation du Soleil et va aussi effectuer ses expériences sur le spectre de Vénus et Sirius. Si les raies semblent similaires pour la planète, il distingue trois extinctions larges sur le spectre de Sirius. En réitérant ses examens des spectres d'étoiles, il déclare que les spectres des étoiles sont en bien des points semblables mais que certaines raies varient.
Une première approche de l'origine du phénomène est réalisée en 1849 par Léon Foucault. La correspondance entre le doublet du sodium et une des extinctions dans le spectre avait déjà été établie par Fraunhofer, afin de la vérifier, Foucault fait passer un faisceau lumineux solaire par une lampe à arc au sodium et constate que l'extinction est encore plus visible à cette longueur d'onde ; la même raie noire apparaissant lorsque la lumière d'un charbon brûlant passée par la même lampe à arc est analysée.
C'est en 1859 que Gustav Kirchhoff fait l'observation fondamentale en sus de celles de Foucault, que la source doit être plus chaude que la flamme ou lampe qui absorbe. De ces expériences, il tire sa loi du rayonnement, ainsi que la conclusion que les raies noires de Fraunhofer correspondent à des éléments chimiques présents dans les couches supérieures du Soleil. Par la suite, nombre de scientifiques, physiciens et chimistes, en Europe cherchent à découvrir les différentes associations de chaque élément chimique avec une série de raies spectrales. En 1859, Julius Plücker identifie la raie F à la raie d'émission Hβ de l'hydrogène et la raie C à la raie Hα de l'hydrogène ; de 1861 à 1863, Robert Bunsen et Kirchhoff identifient des raies de Fraunhofer avec le spectre de flamme de trente éléments différents et permettent ainsi de conclure que l'atmosphère du Soleil, en plus de contenir de l'hydrogène comme démontré par Plücker, contient aussi pléthore d'autres éléments chimiques. En 1868, Jules Janssen détecte dans le rayonnement solaire une raie alors inconnue, la raie D3 ou d, caractéristique d'un nouvel élément, l'hélium, dont la présence sur Terre ne sera découverte qu'en 1882.
Henry Augustus Rowland, vers 1890, enrichit le catalogue des raies de Fraunhofer, en en répertoriant à peu près 15 000, avec photos et longueurs d'onde mesurées à l'appui, de 300 nm à 6 500 nm.
On connait dans les années 1990, environ 26 000 raies, et la notation alphabétique utilisées par Fraunhofer est encore utilisée pour l'identification des raies du Soleil et d'autres astres.

## Description des raies notables
| Désignation | Élément | Longueur d'onde (nm) |
| ----------- | ------- | -------------------- |
| y           | O2      | 898,765              |
| Z           | O2      | 822,696              |
| A           | O2      | 759,370              |
| B           | O2      | 686,719              |
| C           | H α     | 656,281              |
| a           | O2      | 627,661              |
| D1          | Na      | 589,592              |
| D2          | Na      | 588,995              |
| D3 ou d     | He      | 587,562              |
| e           | Hg      | 546,073              |
| E2          | Fe      | 527,039              |
| b1          | Mg      | 518,362              |
| b2          | Mg      | 517,270              |
| b3          | Fe      | 516,891              |
| b4          | Mg      | 516,722              |
| c           | Fe      | 495,761              |
| F           | H β     | 486,134              |
| d           | Fe      | 466,814              |
| e           | Fe      | 438,355              |
| G' ou f     | H γ     | 434,047              |
| G           | Fe      | 430,790              |
| G           | Ca      | 430,774              |
| h           | H δ     | 410,175              |
| H           | Ca+     | 396,847              |
| K           | Ca+     | 393,366              |
| L           | Fe      | 382,044              |
| N           | Fe      | 358,121              |
| P           | Ti+     | 336,112              |
| T           | Fe      | 302,108              |
| t           | Ni      | 299,444              |

Quatre raies de Fraunhofer correspondent à des raies de la série de Balmer du spectre d'émission de l'atome d'hydrogène : d'une part, les raies C et F de Fraunhofer correspondent aux raies Hα et Hβ de Balmer,,
 ; d'autre part, au sein de la bande G de Fraunhofer, la raie f — aussi notée G′ — correspond à la raie Hγ de Balmer ; enfin, la raie h de Fraunhofer correspond à la raie Hδ de Balmer — bien que h serve aujourd'hui à noter la raie de l'atome de magnésium ionisé une fois à 2 802 ångströms de longueur d'onde. 
Les raies D1 et D2 correspondent au doublet du sodium, dont le milieu D est situé à 589,2 nm. La désignation historique de cette raie correspond à toutes les transitions entre l'état fondamental et les premiers états excités des atomes alcalins.
Dans la littérature scientifique, on peut relever des désaccords sur certaines désignations. Par exemple, la raie d correspond tantôt à la raie cyan du fer à 466,814 nm, tantôt à celle jaune de l'hélium (également appelée D3). De même, il existe une ambiguïté sur la désignation de la raie e, qui correspond soit au fer à 438,355 nm, soit au mercure à 546,073 nm. Pour lever ces ambiguïtés, les appellations des raies de Fraunhofer sont suivies par l'élément auquel ils sont associés. Exemples : raie D de l'hélium, raie e du mercure.[réf. nécessaire]

## Applications
La découverte des raies a permis à l'époque de réaliser un grand bond technique dans le domaine de la verrerie optique scientifique. En raison de leurs longueurs d'onde bien définies, les raies de Fraunhofer sont dès lors utilisées pour caractériser l'indice de réfraction et les propriétés de dispersion des verres optiques. Les techniques de polissage et de contrôle ont changé drastiquement, et amené à des améliorations dans le domaine de la construction des télescopes. Au début ont été utilisées les raies C, D et F, puis la raie D a été remplacée par la raie d.
Les raies de Fraunhofer servent aussi à renseigner à distance sur la composition d'objets célestes émettant de l'énergie électromagnétique. Le phénomène se produit lorsqu'un atome absorbe un photon d'une énergie suffisante pour provoquer le saut d'un électron vers une autre orbitale atomique. Chaque saut, appelé aussi excitation, est associé à une longueur d'onde spécifique. Grâce à l'étude de l'absorption du spectre électromagnétique de la lumière visible, nous pouvons établir la preuve de l'existence de nombreux éléments atomiques dans des régions froides ou à la surface d'un astre.